# Чемпіонат Європи з баскетболу 1949
Чемпіонат Європи з баскетболу 1949 — 6-й Чемпіонат Європи з баскетболу проходив з 15 по 22 травня 1949 у Каїрі. Володарем золотих медалей стали господарі туніру збірна Єгипту.

## Хід подій
Сім національних збірних, членів міжнародної федерації баскетболу (ФІБА) взяли участь в чемпіонаті. Місцем проведення чемпіонату став Єгипет. У той час чемпіонати Європи були відкритими, тобто будь-яка, а не тільки європейська, збірна могла взяти участь в чемпіонаті .
Згідно з регламентом, чемпіонат Європи 1949 повинен був приймати Радянський Союз на правах переможця останньої першості. Однак, СРСР відмовився брати участь і проводити чемпіонат Срібний призер чемпіонату світу 1947 року Чехословаччина була приймаючою стороною на тому чемпіонаті і тому не розглядалася як кандидат на проведення ще одного чемпіонату. З огляду на ці обставини, проведення чемпіонату Європи 1949 року було запропоновано Єгипту, як бронзовому призеру чемпіонату 1947 року.
Ігри чемпіонату проходили в столиці Єгипту, Каїрі. Багато країн відмовилися від участі в чемпіонаті, обґрунтовуючи свою відмову транспортними труднощами — неможливістю дістатися на чемпіонат. Тільки чотири з семи команд, які брали участь в чемпіонаті, були з Європи і навіть ця незначна більшість включає трансконтинентальну Туреччину, яка вважається частиною Європи на міжнародній спортивній арені. ФІБА назвала чемпіонат 1949 року одним з найслабших в історії змагань. Тільки три з семи команд раніше вже були учасниками європейської першості, для інших 4 команд це був дебют на європейській арені.
Єгиптяни, бронзові призери попереднього чемпіонату Європи 1947, виграли всі 6 матчів з різницею більше 10 очок. Господарі зуміли випередити збірну Франції, яка за рік до цього виграла срібло на Олімпіаді в Лондоні, тоді як єгиптяни зайняли там лише 19-е місце (у складі французів виступало 5 учасників олімпійського турніру в Лондоні).

## Регламент чемпіонату
Формат проведення чемпіонату Європи 1949 був такий же як і у останнього передвоєнного чемпіонату 1939 року в Литві. Матчі проводилися за коловою системою — кожна команда грала з кожною один матч. Переможець отримував 2 очка, команда, яка програла, — одне очко. Команда, яка набрала найбільшу кількість очок після всіх ігор, ставала чемпіоном Європи.

## Результати матчів
| Гра | Команда 1  | Команда 2  | Рахунок | 1 Т.  | 2 Т.  | Примітки |
| --- | ---------- | ---------- | ------- | ----- | ----- | -------- |
| X 1 | Греція     | Нідерланди | 46:28   | 21:11 | 25:17 | –        |
| X 2 | Туреччина  | Ліван      | 48:41   | 20:25 | 28:16 | –        |
| X 3 | Франція    | Єгипет     | 36:57   | 16:36 | 20:21 | –        |
| X 4 | Єгипет     | Сирія      | 71:44   | 33:27 | 38:17 | –        |
| X 5 | Ліван      | Греція     | 36:45   | 14:24 | 22:21 | –        |
| X 6 | Франція    | Нідерланди | 58:25   | 30:13 | 28:12 | –        |
| X 7 | Нідерланди | Сирія      | 40:37   | 22:21 | 18:16 | –        |
| X 8 | Франція    | Ліван      | 43:26   | 16:13 | 27:13 | –        |
| X 9 | Греція     | Туреччина  | 54:41   | 20:18 | 34:23 | –        |
| X10 | Франція    | Туреччина  | 47:33   | 25:24 | 22:09 | –        |
| X11 | Ліван      | Сирія      | 28:38   | 13:16 | 15:22 | –        |
| X12 | Нідерланди | Єгипет     | 23:54   | 10:27 | 13:27 | –        |
| X13 | Франція    | Греція     | 41:36   | 32:22 | 09:14 | –        |
| X14 | Ліван      | Єгипет     | 30:57   | 14:28 | 16:29 | –        |
| X15 | Сирія      | Туреччина  | 33:43   | 15:24 | 18:19 | –        |
| X16 | Ліван      | Нідерланди | 22:34   | 13:15 | 09:19 | –        |
| X17 | Туреччина  | Єгипет     | 44:57   | 27:25 | 17:32 | –        |
| X18 | Сирія      | Греція     | 45:49   | 24:19 | 21:30 | –        |
| X19 | Туреччина  | Нідерланди | 38:24   | 22:16 | 16:08 | –        |
| X20 | Єгипет     | Греція     | 50:39   | 15:20 | 35:19 | –        |
| X21 | Франція    | Сирія      | 56:22   | 25:12 | 31:10 | –        |

## Підсумкова таблиця
| Місце | Країна     | О  | В | П | МЗ  | МП  | Різ  |
| ----- | ---------- | -- | - | - | --- | --- | ---- |
| 1     | Єгипет     | 12 | 6 | 0 | 346 | 216 | +130 |
| 2     | Франція    | 11 | 5 | 1 | 281 | 199 | +82  |
| 3     | Греція     | 10 | 4 | 2 | 269 | 241 | +28  |
| 4     | Туреччина  | 9  | 3 | 3 | 247 | 256 | -9   |
| 5     | Нідерланди | 8  | 2 | 4 | 174 | 255 | -81  |
| 6     | Сирія      | 7  | 1 | 5 | 219 | 287 | -68  |
| 7     | Ліван      | 6  | 0 | 6 | 183 | 265 | -82  |

| Чемпіон Європи 1949 |
| ------------------- |
| Єгипет 1-й титул    |

## Цікаві факти
Бронзовим призером у складі збірної Греції став Фейдон Маттейоу, який виступав в академічному веслуванні на Олімпійських іграх 1948 року в Лондоні.